# Nuklearer Raum
Unter einem nuklearen Raum versteht man in der Mathematik eine spezielle Klasse lokalkonvexer Vektorräume. Viele in den Anwendungen wichtige Räume, z. B. Räume differenzierbarer Funktionen, sind nuklear. 
Während normierte Räume, insbesondere Banachräume oder Hilberträume, Verallgemeinerungen endlichdimensionaler Vektorräume über {\displaystyle {\mathbb {K} }}  ({\displaystyle {\mathbb {R} }} oder {\displaystyle {\mathbb {C} }}) unter Beibehaltung der Norm aber unter Verlust von Kompaktheitseigenschaften darstellen, liegt der Schwerpunkt bei den nuklearen Räumen, die im unendlichdimensionalen Fall nicht normierbar sind, auf den Kompaktheitseigenschaften. 
Ferner erweisen sich unbedingte Konvergenz und absolute Konvergenz von Reihen in nuklearen Räumen als äquivalent. 
In diesem Sinne sind die nuklearen Räume näher an den endlichdimensionalen Räumen als die Banachräume.
Die auf Alexander Grothendieck zurückgehenden nuklearen Räume lassen sich auf vielfältige Weise einführen.
Als Definition wird hier die am einfachsten formulierbare Variante gewählt, anschließend folgt eine Liste äquivalenter Charakterisierungen, die gleichzeitig eine Reihe wichtiger Eigenschaften nuklearer Räume darstellen. Es folgen Beispiele und weitere Eigenschaften.

## Definition
Ein lokalkonvexer Raum {\displaystyle E} (immer als Hausdorffraum angenommen) heißt nuklear, wenn für jeden Banachraum {\displaystyle F} jeder stetige lineare Operator {\displaystyle E\rightarrow F} ein nuklearer Operator ist.

## Charakterisierungen

### Kanonische Abbildungen
Ist {\displaystyle p} eine stetige Halbnorm auf dem lokalkonvexen Raum {\displaystyle E}, so ist {\displaystyle N_{p}:=\{x\in E;p(x)=0\}} ein abgeschlossener Untervektorraum von {\displaystyle E} und durch {\displaystyle \|x+N_{p}\|_{p}:=p(x)} wird eine Norm auf dem Faktorraum {\displaystyle E_{p}:=E/N_{p}} erklärt. Die Vervollständigung dieses normierten Raums wird mit {\displaystyle B_{p}} bezeichnet.
Ist {\displaystyle q} eine weitere stetige Halbnorm mit {\displaystyle p\leq q}, so definiert {\displaystyle x+N_{q}\mapsto x+N_{p}} einen stetigen linearen Operator {\displaystyle E_{q}\rightarrow E_{p}}, der sich stetig zu einem linearen Operator {\displaystyle \kappa _{qp}\colon B_{q}\rightarrow B_{p}} fortsetzen lässt. Die {\displaystyle B_{p}} heißen die lokalen Banachräume und die Operatoren {\displaystyle \kappa _{qp}} heißen kanonische Abbildungen von {\displaystyle E}.
Mit diesen Begriffen gelingt eine innere Charakterisierung nuklearer Räume, das heißt ohne Bezugnahme auf andere Räume:
- Ein lokalkonvexer Raum ist genau dann nuklear, wenn es zu jeder stetigen Halbnorm {\displaystyle p} eine weitere stetige Halbnorm {\displaystyle q\geq p} gibt, so dass die kanonische Abbildung {\displaystyle \kappa _{qp}} ein nuklearer Operator ist.

Es genügt natürlich, sich auf ein gerichtetes System erzeugender Halbnormen zu beschränken.

### Hilberträume
Die nun folgenden Charakterisierungen rücken die nuklearen Räume in die Nähe der Hilberträume.
- Ein lokalkonvexer Raum ist genau dann nuklear, wenn es ein gerichtetes System {\displaystyle {\mathcal {P}}} von die Topologie erzeugenden Halbnormen  gibt, so dass jeder lokale Banachraum {\displaystyle B_{p},p\in {\mathcal {P}}}, ein Hilbertraum ist und es zu jedem {\displaystyle p\in {\mathcal {P}}} ein {\displaystyle q\in {\mathcal {P}},q\geq p}, gibt, so dass die kanonische Abbildung {\displaystyle \kappa _{qp}} ein Hilbert-Schmidt-Operator ist.

Ist {\displaystyle \langle \cdot ,\cdot \rangle } eine Hermitesche Form auf {\displaystyle E} mit {\displaystyle \langle x,x\rangle \geq 0} für alle {\displaystyle x\in E} (d. h. die Hermitesche Form ist nicht-negativ), so ist durch {\displaystyle x\mapsto \langle x,x\rangle ^{\frac {1}{2}}} eine Halbnorm auf {\displaystyle E} definiert. Solche Halbnormen nennt man Hilbert-Halbnormen.
- Ein lokalkonvexer Raum ist genau dann nuklear, wenn es ein gerichtetes System {\displaystyle {\mathcal {P}}} erzeugender Hilbert-Halbnormen gibt, so dass es zu jedem {\displaystyle p\in {\mathcal {P}}} ein {\displaystyle q\in {\mathcal {P}},q\geq p}, gibt, so dass die kanonische Abbildung {\displaystyle \kappa _{qp}} ein Hilbert-Schmidt-Operator ist.

### Tensorprodukte
Es gibt zwei wichtige Methoden, das Tensorprodukt {\displaystyle E\otimes F} zweier lokalkonvexer Räume mit einer geeigneten lokalkonvexen Topologie auszustatten. Seien {\displaystyle U\subset E} und {\displaystyle V\subset F} abgeschlossene, absolutkonvexe Nullumgebungen. {\displaystyle \pi _{U,V}} sei das Minkowski-Funktional der absolutkonvexen Hülle von {\displaystyle U\otimes V:=\{x\otimes y;x\in U,y\in V\}}. 
Weiter bezeichne {\displaystyle U^{\circ }:=\{\varphi \in E^{\,\prime }\,;\,{\rm {Re}}(\varphi (x))\leq 1\ \forall \,x\in U\}} die Polare von {\displaystyle U} und analog {\displaystyle V^{\circ }} die Polare von {\displaystyle V}. Man erhält eine weitere Halbnorm {\displaystyle \epsilon _{U,V}} auf {\displaystyle E\otimes F} durch die Definition {\displaystyle \textstyle \epsilon _{U,V}(\sum _{j=1}^{n}x_{j}\otimes y_{j}):=\sup\{|\sum _{j=1}^{n}\phi (x_{j})\psi (y_{j})|;\,\phi \in U^{\circ },\psi \in V^{\circ }\}}.
Das projektive Tensorprodukt oder {\displaystyle \pi }-Tensorprodukt {\displaystyle E\otimes _{\pi }F} ist der Tensorproduktraum mit dem System der Halbnormen {\displaystyle \pi _{U,V}}, wobei {\displaystyle U\subset E} und {\displaystyle V\subset F} die abgeschlossenen, absolutkonvexen Nullumgebungen durchlaufen.
Entsprechend ist das injektive Tensorprodukt oder {\displaystyle \epsilon }-Tensorprodukt {\displaystyle E\otimes _{\epsilon }F} der mit dem System der Halbnormen {\displaystyle \epsilon _{U,V}} ausgestattete Tensorproduktraum. 
Leicht überlegt man sich, dass stets {\displaystyle \epsilon _{U,V}\leq \pi _{U,V}} gilt, d. h. {\displaystyle id:E\otimes _{\pi }F\rightarrow E\otimes _{\epsilon }F} ist stetig. Diese Abbildung ist im Allgemeinen kein Homöomorphismus. Es gilt:
- Ein lokalkonvexer Raum {\displaystyle E} ist genau dann nuklear, wenn {\displaystyle id:E\otimes _{\pi }F\rightarrow E\otimes _{\epsilon }F} für jeden lokalkonvexen Raum {\displaystyle F} ein Homöomorphismus ist.

- Ein lokalkonvexer Raum {\displaystyle E} ist genau dann nuklear, wenn {\displaystyle id:E\otimes _{\pi }F\rightarrow E\otimes _{\epsilon }F} für jeden Banachraum {\displaystyle F} ein Homöomorphismus ist.

- Ein lokalkonvexer Raum {\displaystyle E} ist genau dann nuklear, wenn {\displaystyle id:E\otimes _{\pi }\ell ^{1}\rightarrow E\otimes _{\epsilon }\ell ^{1}} ein Homöomorphismus ist.

Diese Charakterisierung ist die ursprüngliche von Grothendieck verwendete Definition der Nuklearität.

### Bilinearformen
Ist {\displaystyle U\subset E} eine absolutkonvexe Nullumgebung, so ist die Polare {\displaystyle U^{\circ }} eine absolutkonvexe und absorbierende Menge im Vektorraum {\displaystyle \textstyle E_{U^{\circ }}:=\bigcup _{\lambda >0}\lambda U^{\circ }\subset E\,'}, {\displaystyle \|\cdot \|_{U^{\circ }}} sei das zugehörige Minkowski-Funktional. 
Eine Bilinearform {\displaystyle b:E\times F\rightarrow {\mathbb {K} }} heißt nuklear, falls es absolutkonvexe Nullumgebungen {\displaystyle U\subset E} und {\displaystyle V\subset F} sowie Folgen {\displaystyle (a_{n})_{n}} in {\displaystyle E_{U^{\circ }}} und {\displaystyle (b_{n})_{n}} in {\displaystyle E_{V^{\circ }}} gibt mit {\displaystyle \textstyle \sum _{n=1}^{\infty }\|a_{n}\|_{U^{\circ }}\|b_{n}\|_{V^{\circ }}<\infty } und {\displaystyle \textstyle b(x,y)=\sum _{n=1}^{\infty }a_{n}(x)b_{n}(y)} für alle {\displaystyle x\in E} und {\displaystyle y\in F}.
- Ein lokalkonvexer Raum ist genau dann nuklear, wenn jede stetige Bilinearform {\displaystyle E\times F\rightarrow {\mathbb {K} }} für jeden lokalkonvexen Raum {\displaystyle F} nuklear ist.

- Ein lokalkonvexer Raum ist genau dann nuklear, wenn jede stetige Bilinearform {\displaystyle E\times F\rightarrow {\mathbb {K} }} für jeden Banachraum {\displaystyle F} nuklear ist.

Diese Charakterisierung nuklearer Räume nennt man auch die abstrakte Form des Satzes vom Kern.

### Summierbarkeit
Ist {\displaystyle U\subset E} eine absolutkonvexe Nullumgebung, so sei {\displaystyle p_{U}} das zugehörige Minkowski-Funktional.
{\displaystyle {\mathcal {U}}} sei eine Nullumgebungsbasis aus absolutkonvexen Mengen.
Sei {\displaystyle \textstyle \ell ^{1}\{E\}:=\{(x_{n})_{n}\in E^{\mathbb {N} }\,;\,\sum _{n=1}^{\infty }p_{U}(x_{n})<\infty \,\forall U\in {\mathcal {U}}\}} mit den Halbnormen {\displaystyle \textstyle q_{U}((x_{n})_{n}):=\sum _{n=1}^{\infty }p_{U}(x_{n})} versehen. 
Der dadurch entstehende lokalkonvexe Raum heißt in naheliegender Weise Raum der absoluten Cauchy-Reihen. 
In dieser Definition wird nicht verlangt, dass die Reihe {\displaystyle \textstyle \sum _{n=1}^{\infty }x_{n}} in {\displaystyle E} konvergiert.
Weiter betrachten wir den Raum {\displaystyle \ell ^{1}[E]:=\{(x_{n})_{n}\in E^{\mathbb {N} }\,;\,(f(x_{n}))_{n}\in \ell ^{1}\,\,\forall f\in E'\}} mit den Halbnormen {\displaystyle \textstyle \epsilon _{U}((x_{n})_{n}):=\sup _{f\in U^{\circ }}\sum _{n=01}^{\infty }|f(x_{n})|}, wobei {\displaystyle U^{\circ }} wie oben die Polare von {\displaystyle U} bezeichnet und {\displaystyle U} die Nullumgebungsbasis {\displaystyle {\mathcal {U}}} durchläuft.
Dieser lokalkonvexe Raum heißt Raum der unbedingten Cauchy-Reihen, denn aus dem riemannschen beziehungsweise steinitzschen Umordnungssatz folgt leicht, dass mit {\displaystyle (x_{n})_{n}} auch jede permutierte Folge {\displaystyle (x_{\sigma (n)})_{n}} in {\displaystyle \ell ^{1}[E]} liegt.
Sowohl {\displaystyle \ell ^{1}\{E\}} als auch {\displaystyle \ell ^{1}[E]} sind unabhängig von der speziellen Wahl der Nullumgebungsbasis. Die nuklearen Räume erweisen 
sich nun als diejenigen, in denen absolute Cauchy-Reihen und unbedingte Cauchy-Reihen zusammenfallen:
- Ein lokalkonvexer Raum ist genau dann nuklear, wenn {\displaystyle \ell ^{1}\{E\}=\ell ^{1}[E]} als Mengen und als topologische Räume.

### Satz von Kōmura-Kōmura
Der hier vorgestellte auf T. Kōmura und Y. Kōmura zurückgehende Satz zeigt, dass der in den Beispielen angegebene Folgenraum {\displaystyle s} der schnell fallenden Folgen ein Generator aller nuklearen Räume ist. 
- Ein lokalkonvexer Raum {\displaystyle E} ist genau dann nuklear, wenn es eine Menge {\displaystyle I} gibt, so dass {\displaystyle E} isomorph zu einem Unterraum von {\displaystyle s^{I}} ist.

## Beispiele

### Normierte Räume
Unter den normierten Räumen sind genau die endlichdimensionalen nuklear.

### Schnell fallende Folgen
Sei {\displaystyle s:=\{(x_{n})_{n}\in {\mathbb {K} }^{\mathbb {N} };(x_{n}n^{k})_{n}\in \ell ^{1}\,\,\forall k\in {\mathbb {N} }\}}  mit den Halbnormen {\displaystyle \textstyle p_{k}((x_{n})_{n}):=\sum _{n=1}^{\infty }|x_{n}n^{k}|}. Dieser lokalkonvexe Raum heißt Raum der schnell fallenden Folgen und ist nach obigem Satz von Kōmura-Kōmura ein Prototyp eines nuklearen Raums.

### Differenzierbare Funktionen
Wichtige Beispiele sind auch Räume differenzierbarer Funktionen. Sei {\displaystyle \Omega \subset {\mathbb {R} }^{n}} offen und {\displaystyle {\mathcal {E}}(\Omega )} der Raum der beliebig oft differenzierbaren Funktionen {\displaystyle f:\Omega \rightarrow {\mathbb {R} }} mit den Halbnormen {\displaystyle p_{K,m}(f):=\sup _{|\alpha |\leq m}\sup _{x\in K}|D^{\alpha }f(x)|}, wobei {\displaystyle m\in {\mathbb {N} }} und {\displaystyle K\subset \Omega } kompakt ist. Dabei wurde für {\displaystyle \alpha =(\alpha _{1},\ldots ,\alpha _{n})} die Multiindex-Schreibweise verwendet.
Dann ist {\displaystyle {\mathcal {E}}(\Omega )} ein nuklearer Raum. 

### Testfunktionen
Sei {\displaystyle \Omega \subset {\mathbb {R} }^{n}} offen und {\displaystyle {\mathcal {D}}(\Omega )\subset {\mathcal {E}}(\Omega )} der Unterraum der beliebig oft differenzierbaren Funktionen mit einem kompakten Träger in {\displaystyle \Omega }. Für kompaktes {\displaystyle K\subset \Omega } sei {\displaystyle {\mathcal {D}}_{K}(\Omega )} der Raum der Funktionen mit Träger in K mit der von {\displaystyle {\mathcal {E}}(\Omega )} induzierten Teilraumtopologie. Dann gibt es eine feinste lokalkonvexe Topologie auf {\displaystyle {\mathcal {D}}(\Omega )}, die alle Einbettungen {\displaystyle {\mathcal {D}}_{K}(\Omega )\subset {\mathcal {D}}(\Omega )} stetig macht. {\displaystyle {\mathcal {D}}(\Omega )} mit dieser Topologie heißt der Raum der Testfunktionen und spielt eine wichtige Rolle in der Distributionstheorie. {\displaystyle {\mathcal {D}}(\Omega )} ist ein Beispiel für einen nicht-metrisierbaren nuklearen Raum.

### Schnell fallende Funktionen
Sei {\displaystyle {\mathcal {S}}({\mathbb {R} }^{n})} der Raum aller Funktionen {\displaystyle f:{\mathbb {R} }^{n}\rightarrow {\mathbb {R} }}, für die alle Suprema {\displaystyle \textstyle p_{k,m}(f):=\sup _{|\alpha |\leq k}\sup _{x\in {\mathbb {R} }^{n}}|(1+|x|^{2})^{m}D^{\alpha }f(x)|} endlich sind. Dabei wurde wieder von der Multiindex-Schreibweise Gebrauch gemacht. Der Raum {\displaystyle {\mathcal {S}}({\mathbb {R} }^{n})} mit den Halbnormen {\displaystyle \{p_{k,m};\,k,m\in {\mathbb {N} }_{0}\}} heißt Raum der schnell fallenden Funktionen und ist ebenfalls nuklear.

### Holomorphe Funktionen
Sei {\displaystyle \Omega \subset {\mathbb {C} }} offen und {\displaystyle {\mathcal {H}}(\Omega )} der Raum aller holomorphen Funktionen {\displaystyle \Omega \rightarrow {\mathbb {C} }}. Dann ist {\displaystyle {\mathcal {H}}(\Omega )} mit den Halbnormen {\displaystyle p_{K}:=p_{K,0}}, wobei {\displaystyle K\subset \Omega } kompakt ist, ein nuklearer Raum.

## Permanenzeigenschaften
Nukleare Räume haben sehr gute Permanenzeigenschaften. Unterräume, Faktorräume nach abgeschlossenen Unterräumen, beliebige Produkte, abzählbare direkte Summen, Tensorprodukte und Vervollständigungen nuklearer Räume sind wieder nuklear.

## Eigenschaften
- Nukleare Räume besitzen die Approximationseigenschaft.

- In metrisierbaren, nuklearen gilt die Verallgemeinerung des Steinitzschen Umordnungssatzes, wie im Artikel über die Umordnung von Reihen ausgeführt ist.

- Vollständige nukleare Räume sind Schwartz-Räume.

- Nukleare Fréchet-Räume sind Montel-Räume.

- Der starke Dualraum eines nuklearen Raums ist ein tonnelierter Raum.

- In quasivollständigen nuklearen Räumen gilt der Satz von Bolzano-Weierstraß, d. h. eine Menge ist genau dann kompakt, wenn sie abgeschlossen und beschränkt ist.

- Quasivollständige nukleare Räume sind halbreflexiv. Daher sind quasivollständige, quasitonnelierte, nukleare Räume reflexiv.